# Icosta holoptera
Icosta holoptera is een vliegensoort uit de familie van de luisvliegen (Hippoboscidae). De wetenschappelijke naam van de soort is voor het eerst geldig gepubliceerd in 1915 door Lutz, Neiva, and Lima.